# Tom Walsh
Tomas Walsh (Timaru, 1 de março de 1992) é um atleta do arremesso de peso neozelandês, medalhista olímpico.
Sua melhor marca pessoal de 22,90 m (75 ft 1+1⁄2 in), estabelecido em Doha, 5 de outubro de 2019, também é o recorde da Oceania e o torna o sexto melhor arremessador de peso da história. Nos Jogos Olímpicos de Verão de 2016 no Rio de Janeiro e nos Jogos Olímpicos de Verão de 2020 em Tóquio, conquistou a medalha de bronze.